# 이명춘
이명춘(李明春, 1923년 12월 12일~2012년 10월 28일)은 대한민국의 정치인이다. 제10대 국회의원을 지냈다.

## 학력
- 경성사범학교 졸업
- 육군사관학교 3기 졸업
- 조선경비보병학교 졸업
- 미국 인디애나 육군행정학교 졸업
- 미국 육군 보병학교 졸업
- 국방대학교 행정학사 1기(1956년)
- 고려대학교 경영대학원 경영학 석사

## 약력
- 육군 대령 예편
- 재건국민운동본부 경기도 지부차장
- 5ㆍ16 민족상 사무총장
- 국무총리 행정조정실 제3조정관
- 국무총리 비서실장
- 국무총리 행정조정실장
- 유신정우회 행정실장

## 역대 선거 결과
| 실시년도 | 선거 | 대수 | 직책     | 선거구           | 정당       | 득표수 | 득표율      | 순위 | 당락 | 비고 |
| -------- | ---- | ---- | -------- | ---------------- | ---------- | ------ | ----------- | ---- | ---- | ---- |
| 1978년   | 총선 | 10대 | 국회의원 | 통일주체국민회의 | 유신정우회 |        | \| \| 0% \| | 지명 |      | 초선 |
|          | 0%   |      |          |                  |            |        |             |      |      |      |